# Monument à Youri Gagarine
Le monument à Youri Gagarine (en russe : Памятник Гагарину) est un monument érigé en 1980 à Moscou, en Russie, en hommage au cosmonaute Youri Gagarine.

## Description
Le monument est situé dans le sud-ouest de Moscou sur la place Gagarine et l'avenue Lénine. La station de métro la plus proche est Leninski prospekt.
L'œuvre représente le cosmonaute soviétique Youri Gagarine, premier homme à avoir été dans l'espace le 12 avril 1961, le corps droit et les bras tendus vers le bas et détachés de son buste, comme s'il s'élevait dans les airs. La statue, haute de 12,5 mètres, repose sur un long piédestal cannelé, symbolisant une fusée. L'ensemble mesure 42,5 mètres, pèse 12 tonnes, et est fabriqué en titane, un métal utilisé dans la conception des engins spatiaux.
Au pied du monument est placée une reproduction de la capsule spatiale Vostok 1, à bord de laquelle Gagarine effectua son vol.

## Historique

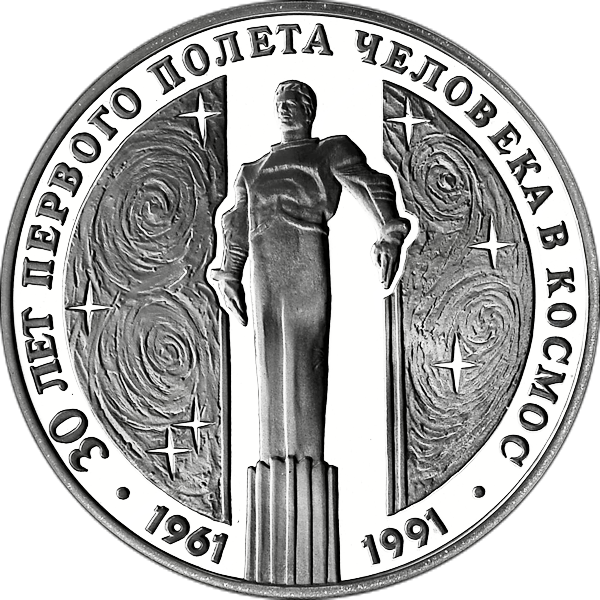
Pièce émise en 1991 pour commémorer les 30 ans du premier vol de l'Homme dans l'espace, représentant le monument à Iouri Gagarine.

Le monument est conçu dans l'optique des Jeux olympiques d'été de 1980, qui se tiennent à Moscou. Il est conçu par le sculpteur Pavel Bondarenko, les architectes Iakov Bielopolski et F. M. Gajevsky, et le concepteur A. F. Soudakov,.
Les travaux débutent en 1979. L'ensemble est réalisé par l'usine de fonte et de mécanique de Balachikha (ru). La statue en titane de Gagarine nécessite 238 éléments, boulonnés et soudés. La taille de la statue, d'un poids de 300 kg, pose des contraintes techniques, nécessitant une fonte dans des creusets d'une capacité de 400 kg. Il s'agit du premier monument de grande taille réalisé en titane,.
Le monument est inauguré le 4 juillet 1980.

## Représentations
Le monument figure dans le clip de la chanson Go West des Pet Shop Boys en 1993.